# محقق
المحقق هو كل من عهد إليه القانون بتحري الحقيقة في الحوادث الجنائية وتحقيقها وكشف غوامضها وصولا إلى معرفة حقيقة الحادث وظروف وملابسات وسبب ارتكابه والتوصل إلى الجاني وجمع الأدلة ضده تمهيدا لمحاكمته.
وقد يكون المحقق عضوا بالشرطة أو جهاز حكومي ذو اختصاص أو يكون محقق خاص (أي لا يعمل لحساب الحكومة).